# Арпсгофен, Егор Карлович
Барон  Егор Карлович Арпсгофен  (Георг Фрайхерр фон Арпсгофен, нем. Georg Freiherr von Arpshofen; 2 сентября 1789 — 15 октября 1856) — генерал-майор, участник Отечественной войны 1812 года и подавления Польского восстания 1831 года.

## Биография
Барон Егор Карлович Арпсгофен — сын богатого нарвского купца, возведённого в баронское Римской империи достоинство в 1791 году и записанного в дворянскую книгу Эстляндской губернии, гдe имел «22,5 гака, на коих 330 душ вольных крестьян».
В службу вступил 2 ноября 1804 года колонновожатым, 28 января 1806 года переведён эстандарт-юнкером в Кавалергардский полк и 30 ноября того же года, 16-и лет от роду, произведён в корнеты; в 1807 году участвовал с полком в Прусском походе.
В Шведскую войну 1808 года находился во время осады Свеаборга при графе Буксгевденe, а затем был откомандирован к генералу Раевскому. Участвовал в делах: при кирке Лаппо (22 июня и 2 июля) и награждён орденом Св. Анны 3-й степени «За храбрость», при Кухаламбе (19 августа), при Куортане (Pyoнe, 20 августа) и при кирке Клицо (28 августа); за отличие произведён в поручики (12 декабря).
В Отечественную войну Арпсгофен находился в рядах действующих эскадронов полка и под Бородином, во время знаменитой атаки Гвардейской кирасирской бригады, ранен по лицу и левой руке саблей и награждён орденом Св. Владимира 4-й степени с бантом.
Не выбывая из строя, он участвовал во всей остальной кампании, а равно в кампаниях 1813 и 1814 годов. 20 февраля 1813 года произведён в штабс-ротмистры. За Кульмское сражение, когда он в рядах лейб-эскадрона атаковал у Ноллендорфа французов и был ранен штыком в ногу, награждён орденом Св. Анны 2 степени:
Находясь в оба дня при своем месте, подавал пример подчиненным своею твердостью и храбростью, и был в атаке с Лейб-эскадроном, в дальнейшем преследовании, где ранен штыком в ногу.
Под Фер-Шампенуазом, командуя 6-м эскадроном, взял у неприятеля два орудия, за что награждён орденом Св. Георгия 4-го класса:
Командуя эскадроном, подавал собою подчиненным пример храбрости, и благоразумно распоряжая, способствовал к опрокинутию неприятельской линии и взял с эскадроном две пушки.
23 сентября 1813 года произведён в ротмистры.
31 января 1818 года произведён в полковники. 30 августа 1818 года Арпсгофен принял от полковника Сталя 6-й эскадрон.
11 июня 1822 года назначен состоять по кавалерии.
1 июля 1826 года — назначен командиром Лейб-гвардии Гусарского полка, 2 декабря 1826 года — произведён в генерал-майоры.
Масон, член петербургской ложи «Петра к истине».

## Личная жизнь
В 1817 году барон Арпсгофен был предан суду за вступление в брак с женою отставного гвардии полковника Михаила Путятина.
Обстоятельства этого дела были следующие: Александра Петровна Путятина, рождённая Демидова, дочь тайного советника Петра Григорьевича (1740—1826) и Екатерины Алексеевны Жеребцовой (1748—1810), по её показаниям, была обвенчана «болee 10 лет тому назад» с Михаилом Путятиным, человеком весьма развратным, но женою его не была. Затем она сблизилась с Арпсгофеном и имела от него ребёнка.
Желая покрыть эти отношения церковным браком и дать ребёнку настоящего отца, она, по словам Петербургской консистории, «воспользовавшись независимостью от Путятина в жизни», заключила с мужем 12 сентября 1816 года маклерскую сделку, согласно которой было определено: 1) просить им обоим о расторжении брака (на основании постановления соответствующему пункту ст. 45 нынe действующего Свода Законов Гражданских). Peшениe консистории по этому делу изложено столь подьячески-циничным языком, что оно решительно неудобно для печати. Особенно тяжёлое впечатление производит это решение тем, что не только aпoстольская и святоотеческиея постановления, но даже слова Евангелия приводятся в нём вперемежку с самыми циничными подробностями дела;
2) при этом Путятин обязался «не делать жене своей никакой препоны к разводу и ещё менее того ко вступлению её в новый брачный союз … разлучиться с нею навеки, жить навсегда порознь и до её образа жизни никакого дела не иметь, ни по нравственной, ни по хозяйственной, ни по политической части».

## Награды
- Орден Святой Анны 3-й степени «За храбрость» (1808)
- Орден Святого Владимира 4-й степени с бантом
- Орден Святой Анны 3-й степени (1813)
- Орден Святого Георгия 4-го класса (1813)
- Орден Святого Владимира 3-й степени